# La Puebla del Río
La Puebla del Río es un municipio y localidad española de la provincia de Sevilla, en la comunidad autónoma de Andalucía. Cuenta con una población de 11 871 habitantes (INE 2024). Su extensión superficial es de 375,14 km² y tiene una densidad de 31,60 hab./km². Se encuentra situada junto al Guadalquivir, en su orilla derecha, a una altitud de 20 m y a 19 km de la capital de provincia, Sevilla. Tienen especial importancia sus cultivos de regadío, arroz, naranjos, maíz, algodón, girasol y trigo.

## Historia
El Guadalquivir no sólo determina el nombre de este municipio, sino que constituye también la razón de que existan grandes superficies dedicadas al cultivo de arroz cerca del término municipal.
La segregación del municipio de Isla Mayor redujo la superficie municipal de La Puebla del Río en 114 km² y la población en 6022 habitantes, con lo que en 1996, la población del municipio de La Puebla del Río ascendía a 10 650 habitantes, concentrados en más del 90 % en el núcleo principal y respondiendo el resto a la población diseminada.
Aunque se especula que el núcleo de población original surgió en la Edad del Bronce, lo cierto es que proliferan los restos de época latina, en que la villa disfrutó de unos tiempos de prosperidad. Ésta continuó durante la dominación musulmana, durante la que fue puerta de entrada a Sevilla de la mayoría de los víveres; hortalizas, frutas, gallinas, carne y pescado.
Una vez expulsados los musulmanes, Fernando III de Castilla entregó la alquería al Concejo de Sevilla con vistas a que esta entidad se encargase de defender los accesos fluviales a la ciudad utilizando como centro de operaciones ese territorio, por lo que se bautizó la villa como La Guardia. Alfonso X amplió la concesión por lo que La Guardia se convirtió en Puebla o terreno a repoblar. A tales efectos, se repartió entre 200 caballeros, emancipándose del Concejo hispalense y adquiriendo ayuntamiento propio. El término se ensanchó con la inclusión de Villanueva, Puebla Vieja, La Torre, Abenmaffón y las tres islas.
El núcleo originario de la ciudad se sitúa formando un óvalo alargado al borde del cauce del río ocupando una zona elevada cuyo límite norte es la ermita de San Sebastián y el límite sur es el cuartel de la Guardia Civil, que ocupa el lugar de una antigua fortaleza desde la que se protegía el tránsito por el Guadalquivir. Las primeras expansiones se producen hacia el oeste apoyándose en la calle en que se ubica el actual ayuntamiento. Posteriormente, y apoyado en la travesía de la carretera, se producen expansiones hacia el norte y el suroeste del núcleo, viéndose esta última reforzada por la implantación de la zona deportiva al otro lado de la carretera y de modernos barrios con edificación en altura (barrios de Los Príncipes, República Argentina y Las Marismas). Las expansiones más recientes se han producido hacia el sur (en torno a la guardería infantil), hacia el oeste (zona urbanizada por la Empresa Pública de Suelo de Andalucía, EPSA) y hacia el norte, en torno a los depósitos de agua.
En 1594 La Puebla de Coria formaba parte del reino de Sevilla en el Axarafe y contaba con 233 vecinos pecheros.
Hasta la reforma de la nomenclatura municipal de 1916 el municipio se llamaba simplemente La Puebla. En dicha fecha su nombre fue modificado por el de La Puebla del Río.

## Urbanismo
La estructura urbana actual responde en gran parte a un tipo lineal cuya orientación predominante es norte-sur. Ello se observa claramente en la configuración del núcleo originario y viene dada por su adaptación al relieve de la zona. Sin embargo, el trazado de la carretera que comunica la capital con las zonas arroceras del sur y el crecimiento reciente de la ciudad, apoyándose en ésta, han hecho que esta estructura lineal de la trama urbana se mantenga en la actualidad, si bien algo más complicada debido al lógico crecimiento del núcleo urbano.
En cuanto a término municipal, se encuentra entre los más grandes de la provincia de Sevilla, comenzando a solo 19 km de la capital de provincia, y acabando junto a Trebujena (provincia de Cádiz) y a pocos kilómetros de la desembocadura del Guadalquivir, en Sanlúcar de Barrameda.
A nivel monumental, La Puebla del Río presenta entre otros lugares de interés la iglesia de Nuestra Señora de la Granada y la ya mencionada ermita de San Sebastián. Esta última se sitúa en el extremo norte del núcleo originario y en su interior destacan las imágenes de San Marcos y de la Inmaculada, ambas del siglo XVII. En cuanto a la iglesia de Nuestra Señora de la Granada, se trata de una construcción mudéjar de una sola nave, y a la que acompaña una nave con campanario barroco.

## Demografía
Cuenta con una población de 11 871 habitantes (INE 2024).
| Gráfica de evolución demográfica de La Puebla del Río entre 1842 y 2021 |
| |
| Población de derecho según los censos de población del INE. Población de hecho según los censos de población del INE.En 2001 disminuye el término del municipio porque independiza a Isla Mayor. |

## Economía

### Evolución de la deuda viva municipal
| Gráfica de evolución de Deuda viva del Ayuntamiento de Puebla del Río (La) entre 2008 y 2021                                |
| |
| Deuda viva del Ayuntamiento de Puebla del Río (La) en miles de Euros según datos del Ministerio de Hacienda y Ad. Públicas. |

## Turismo
Ubicada en el pre-parque y en el parque nacional de Doñana, esta localidad sobresale por su riqueza medioambiental. Gran parte de su término municipal lo ocupan diversos espacios protegidos de interés científico y turístico.
Desde el principal núcleo de población, sobre el escarpe del Aljarafe y con el Guadalquivir a sus pies, se puede visualizar la margen derecha del río, que constituye un ecosistema típico de ribera. Destacan las reservas naturales concertadas de Cañada de los Pájaros y Dehesa de Abajo, la primera privada y la segunda municipal, así como los bosques de pinares, los brazos del Este y el Oeste, La Isleta y Los Olivillos.

## Cultura
La Puebla del Río es cuna de importantes artistas como las cantantes Antoñita Moreno, Macarena del Río, Loli Martínez La Canastera y María de la Colina y los grupos de sevillanas Rocieros de La Puebla, Los Romeros de la Puebla, Luceritos de La Puebla, Flamencos de La Puebla, Canela en Rama, Ecos de Las Marismas, Ribereños de La Puebla y La Pequeña Puebla. Existen varios coros en la localidad como son el coro de la hermandad del Rocío, Tomillo y Jara, coro parroquial y el coro de campanilleros Así Canta La Puebla. Desde septiembre de 2005, La Puebla también cuenta con la Coral de La Puebla del Río, fundada por Paco Serrano de La Puebla.
Además, en los últimos años, han aparecido más cantantes de renombre, como Javi Moya y José María Ruiz, ganador de la Voz Kids II, en el año 2015.
La Puebla es un pueblo privilegiado en lo referente al cante por sevillanas, ya que además de los intérpretes de primera fila mencionados anteriormente, también cuenta con un gran elenco de letristas y compositores. Entre los autores de letras destacan Ángel Peralta, Martín Vega, Paco Serrano, J. S. Morales, Manuel Maireles, Rafael Peralta, Miguel R. Angulo, José Palma y los Hnos. Martínez Bizcocho. En cuanto a los compositores cabe destacar a José M. Moya, Paco Serrano, Juan Díaz, Miguel Mayo, Guillermo Calado, Rafael Peralta, Manuel Japón, J. S. Morales, los hermanos José Manuel, Hilario y Mari Moya, Ismael Aguilera, y José Fco. Angulo, entre otros.[cita requerida]
También son de la localidad el joven poeta y escritor Rafael Peralta Revuelta y el exfutbolista internacional Enrique Lora, así como los rejoneadores Diego Ventura, Ángel y Rafael Peralta, además de Lea Vicens, que se encuentra afincada en la localidad, y los toreros Morante de la Puebla, Vicente Bejarano, Antonio Fernández Pineda y José María Bejarano.
También posee este municipio una banda municipal de música que fue fundada el 28 de febrero de 1992 por el músico Laureano Borrego. Entre las actividades de esta agrupación están el acompañamiento musical en procesiones de Semana Santa en Sevilla (Hermandad de San Benito, de Montesión y de las Aguas), y en otras ciudades andaluzas (Hermandad de la Merced de Córdoba, del Gran Poder de Coria del Río).

## Fiestas
- Cabalgata de Reyes Magos: fiesta tradicional el 5 de enero por la tarde. Los Reyes de Oriente atraviesan el río Guadalquivir con fuegos de bengalas sobre una barcaza.

Esta cabalgata, que además cuenta con una asociación y fuerte apoyo local, es referente y de gran interés en la provincia de Sevilla.
- San Sebastián: Los cigarreros procesionan a su Patrón San Sebastián (el 20 de enero). A partir del año 2015 se añade los encierros y novillada (al estilo de los Sanfermines) promocionados por Morante de La Puebla, y que más tarde, por desacuerdos con el ayuntamiento, dejó de hacerlo, encargándose el propio ayuntamiento de ello, y que ha hecho que, además de tener una enorme acogida, aumentando en más de 3 veces su población, sea la apertura de la temporada taurina en España.
- Semana Santa: Viernes Santo, procesión de la Real Hermandad Servita y Cofradía del Stmo. Cristo del Perdón y María Stma. de los Dolores (fundada en el siglo XVIII), desde la capilla de San Sebastián.
- Corpus Christi: es la fiesta Grande de la localidad. En 2008 se celebró el 425 aniversario de la Hermandad Sacramental y de la procesión del Santísimo Sacramento. Coincidiendo con el Corpus se celebra en la localidad la feria de la localidad, que comienza el miércoles anterior del Corpus con el pescaíto y prueba del alumbrado, y termina al siguiente domingo con el tradicional castillo de fuegos artificiales. En ella se presenta actuaciones, paseos a caballo, además de numerosas casetas.
- Nuestra Señora de la Granada: procesión de la Patrona y Alcaldesa Perpetua de la localidad (el 8 de septiembre).
- Santuario de Nuestra Señora de las Gracias de Onuva: fiesta de Nuestra Señora como Inmaculada Madre y Mediadora de las Gracias (el 15 de septiembre).

## Deportes
En esta localidad existen dos equipos de fútbol, Puebla CF y CD Cantarrana.
Existen también escuelas deportivas de full contact, kárate, taekwondo, baloncesto, tenis, voleibol, gimnasia rítmica, y cursos de natación en verano para todas las edades en el polideportivo de La Puebla del Río.
También se practica el ciclismo y el atletismo. Existen dos equipos de ciclismo (C.C Bicicletas Palma y C.C La Puebla del Río) y un equipo de atletismo (Club Atletismo Puebla), los tres clubes con sección de triatlón. El Club Atletismo Puebla (C.A. PUEBLA) actualmente es organizador de tres pruebas anuales:
- En enero: media maratón Cross La Puebla del Río
- En mayo: carrera solidaria Yo Corro Por Borja
- En septiembre: triatlón Cros La Puebla del Río Puerta de Doñana

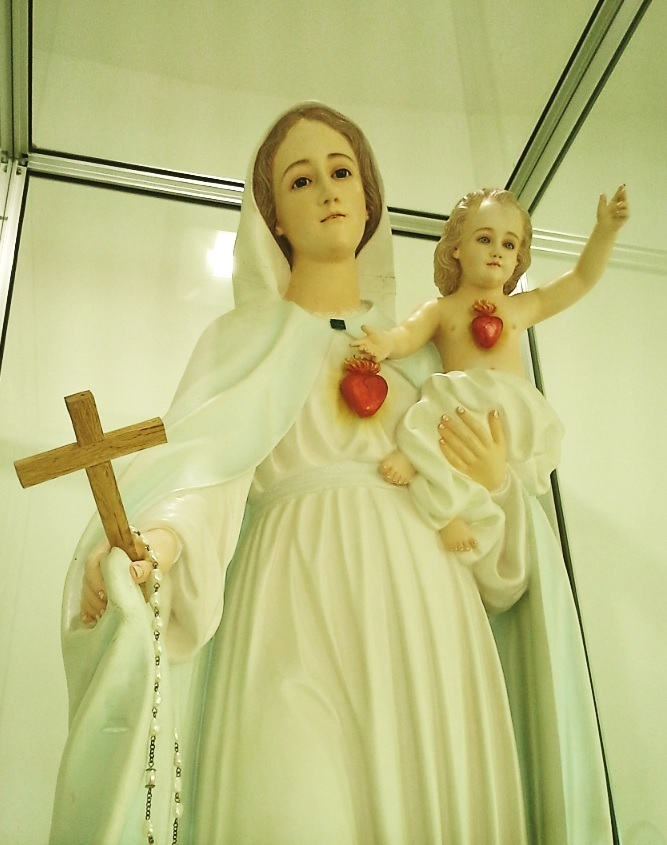
La Virgen de las Gracias de Onuva que se venera en su Santuario en La Puebla del Río.
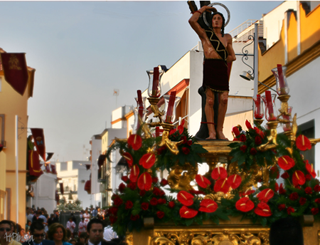
Procesión de San Sebastián.
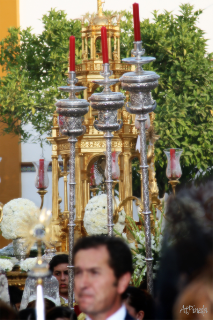
Custodia en la celebración del Corpus Christi de La Puebla del Río.
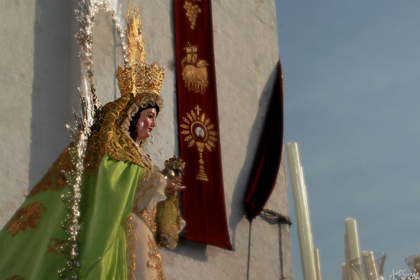
Procesión de la Virgen de la Granada.
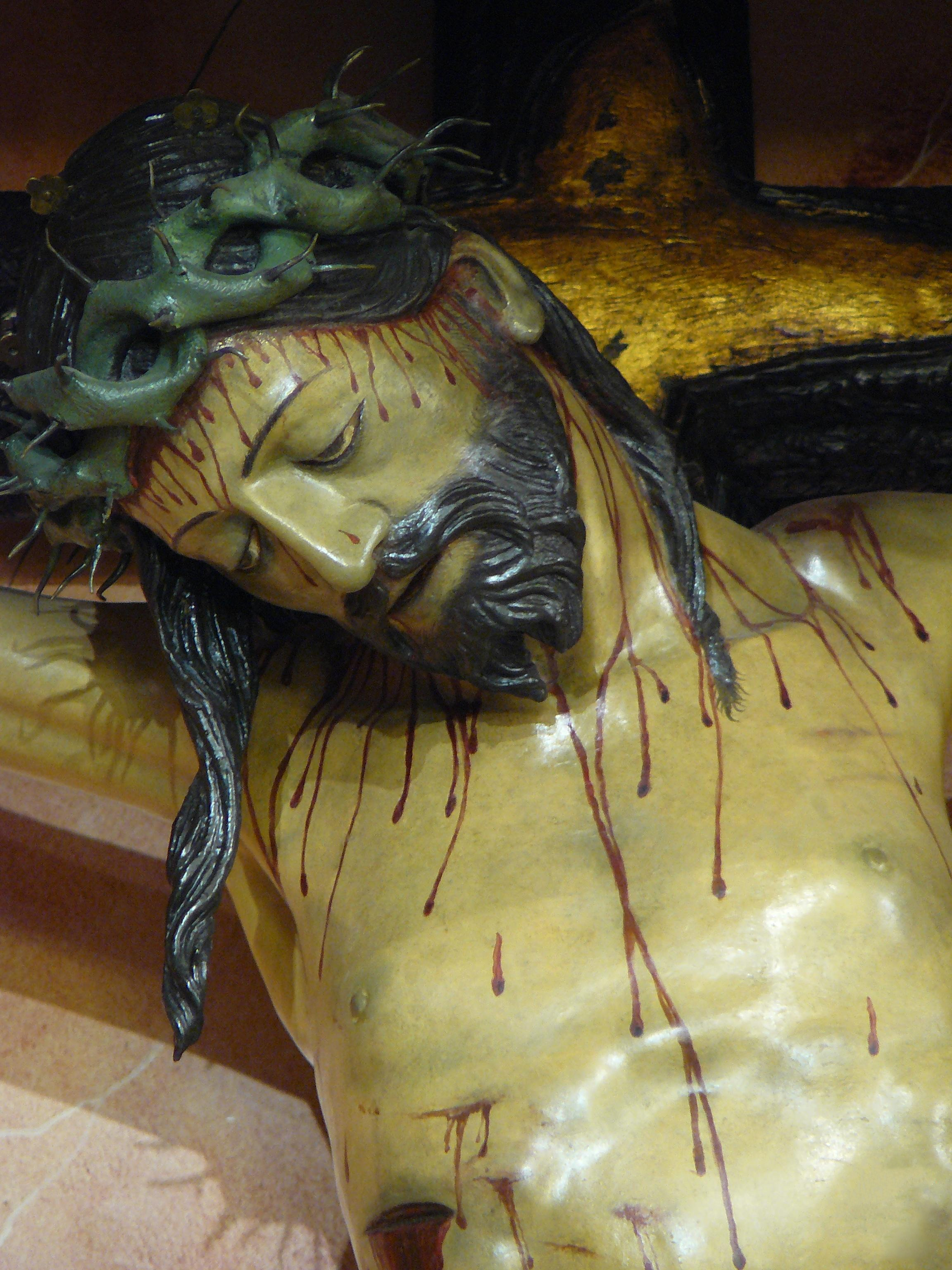
Santísimo Cristo del Perdón (siglo XVI) Viernes Santo en La Puebla del Río.
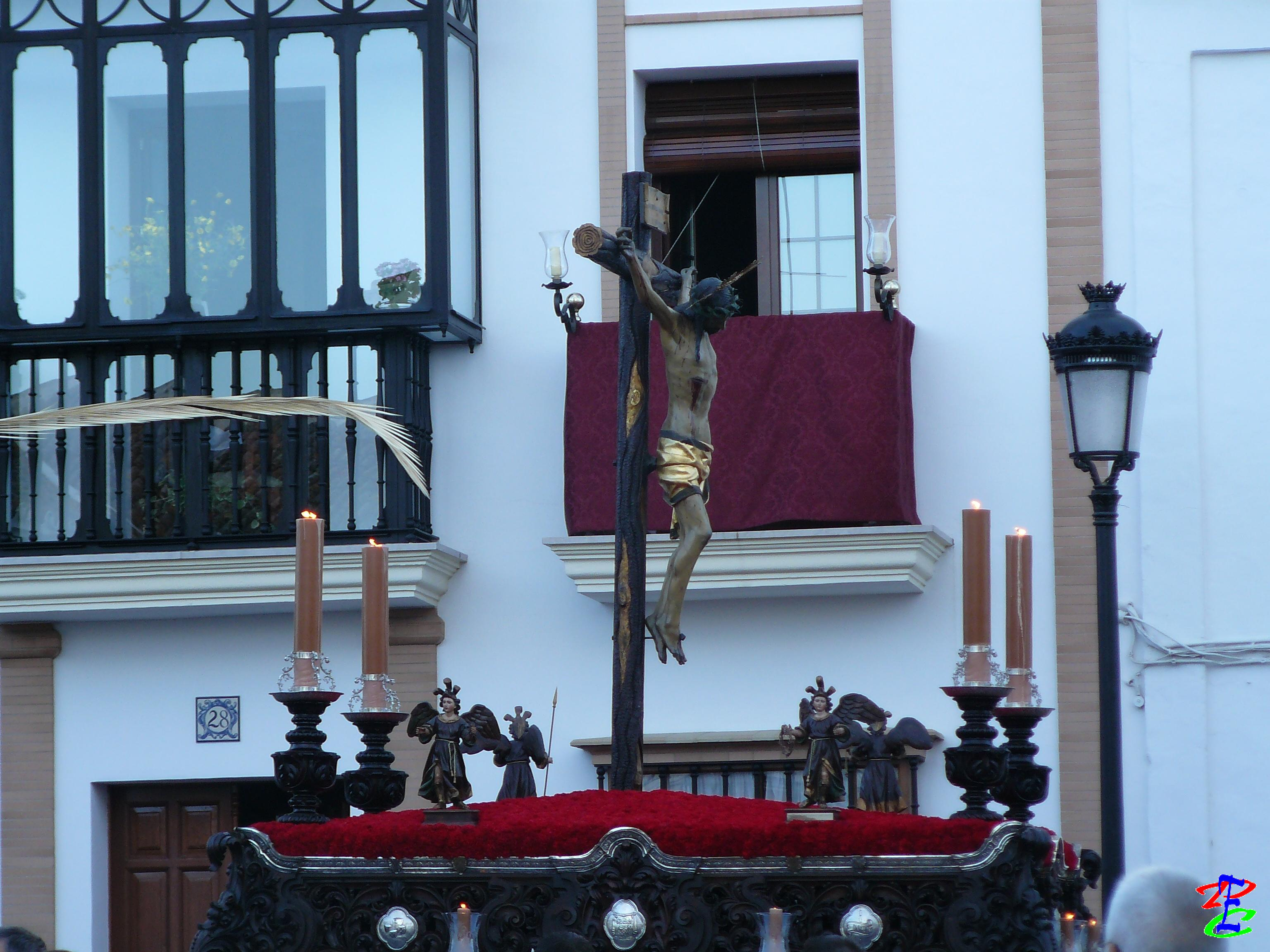
Paso del Santísimo Cristo del Perdón.

## Espacios naturales
Sin duda el valor ambiental del municipio queda patente en su participación territorial en Siete Espacios Naturales Protegidos diferentes, pertenecientes a la Red Natura 2000, además de otras figuras internacionales como Reserva de la Biosfera que lo incluye en su totalidad.
Parque Nacional de Doñana
Incluido como lugar Ramsar de la Lista de Humedales de Importancia Internacional, la aportación a este espacio del territorio municipal viene dada por márgenes de ríos y brazos antiguos del mismo, 66 hectáreas aproximadamente, sustentando especies vulnerables, en peligro o en peligro crítico y comunidades ecológicas amenazadas.
Parque Natural de Doñana
El 30 % del término municipal pertenece al parque natural de Doñana. La mayor parte se concentra en una de las islas que forman los diferentes brazos del río Guadalquivir, concretamente en la Isla Mayor. Se trata casi en su totalidad de una finca privada denominada Veta La Palma, donde se mezclan marismas naturales, arrozales y la mayor zona de interior dedicada a acuicultura, lubinas, doradas, albures o boquerones, funcionando como lugar de refugio en épocas de sequía y de descanso durante las migraciones de las aves. Así se le denomina la despensa natural de las aves de Doñana, ya que es aquí donde encuentran alimento en todas las épocas del año. Se llegan a concentrar hasta 600 000 aves de 250 especies diferentes, destacando las poblaciones de flamencos, espátulas, patos cuchara y la importancia como hábitat para la malvasía, la focha moruna o el porrón pardo.
El parque nacional y el parque natural han sido incluidos en la lista de Lugares de Importancia Comunitaria (en adelante LIC) de la Región Biogeográfica Mediterránea, y declarados como Zona Especial de Conservación Doñana (ES0000024) mediante el Decreto 493/2012, de 25 de septiembre, por el que se declaran determinados lugares de importancia comunitaria como Zonas especiales de conservación de la red ecológica europea Natura 2000 en la comunidad Autónoma de Andalucía.
Los principales valores ambientales del conjunto del Espacio vienen dados por las formaciones vegetales, por un lado las asociadas a los sistemas eólicos (sistemas dunares activos, cotos y montes, y dehesas) y la vegetación asociada a marismas, humedales, zonas palustres y riberas. Con unas 1400 especies, la flora del espacio es una de las más ricas y diversas de Andalucía, con predominio de plantas mediterráneas (57,3 % de los taxones). 23 especies de flora están incluidas en el CAEA, 8 de ellas en peligro de extinción y 15 vulnerables.
La riqueza faunística se debe a la variedad de hábitats existentes en el Espacio y su localización estratégica para los flujos migratorios entre Eurasia y África. A la ya mencionada importancia para las aves acuáticas se une la diversidad de mamíferos (38 especies que incluyen 12 quirópteros, 9 carnívoros, 8 roedores, 4 insectívoros, 3 artiodáctilos y 2 lagomorfos), de anfibios y reptiles (42 especies), estando catalogada como Zona de Excepcional Interés Herpetológico, de peces o de invertebrados.
Como especies emblemáticas destaca la presencia del lince ibérico, con una población en esperanzador progreso en los últimos años y el águila imperial.
A esto se une hasta 34 Hábitat de Interés Comunitario (HIC) declarados en el ZEC Doñana.
Paraje Natural Brazo del Este (ES0000272)
Declarado en 1989 por su importancia para las aves, en concreto por las especies y el elevado número que alcanzan las poblaciones de algunas de ellas.
Se trata de un espacio de 1653 has a las que La Puebla del Río aporta 772 has, conformado por un antiguo brazo del río Guadalquivir transformado mediante un encauzamiento, donde se mezclan arrozales y áreas de vegetación palustre en el antiguo cauce con playas.
En 2002, el Paraje Natural fue designado como Zona de Especial Protección para las Aves (ZEPA) y por ello forma parte de la Red Natura 2000.
En 2005 fue incluido en la lista de Humedales de Importancia Internacional, conforme al Convenio relativo a Humedales de Importancia Internacional (Ramsar) especialmente como Hábitat de Aves Acuáticas.
Las especies faunísticas más destacables son el avetorillo común (Ixobrichus minutus), la garza imperial (Ardea purpurea), la garza real (Ardea cinerea) y el avetoro común (Botaurus stellaris). Entre las anátidas destacan el ánade azulón (Anas platyrhynchos), ánade rabudo (A. acuta), cuchara común (A. clypeata) o cerceta común (A. crecca). También es frecuente la presencia de la garceta grande (Egretta alba), y tres paseriformes de origen africano: tejedor de cabeza negra (Ploceus melanocephalus), tejedor amarillo (Euplectes afer) y pico de coral común (Estrilda astrild).
Para disfrute del turismo ornitológico también se pueden observar abejarucos, cigüeñas negras, grullas o martín pescador.
Reserva Natural Concertada Cañada de Los Pájaros
Finca de 7´5 Has transformada en 1986, de una gravera hasta llegar a convertirse en un Humedal de gran relevancia y biodiversidad, situada sobre el cauce del arroyo Cañada de la Barca. Gracias a su actuación fue declarada Reserva Natural Concertada en 1991 (la primera en España), incluida en la RENPA (Red de Espacios Naturales Protegidos) y en el Inventario de Zonas Húmedas de Andalucía.
La Cañada de los Pájaros desarrolla “Programa de Reproducción” de la focha moruna, especie en peligro de extinción, para su posterior reintroducción a la naturaleza.
En la reserva se pueden divisar en torno a 150-200 especies entre las cuales se encuentran: calamón, avoceta, cigüeñuela, cisne negro, espátula, flamenco, grulla, martinete, pato colorado, etc.
De forma anual, el día 2 de febrero, Día Mundial de los Humedales, La Cañada de los Pájaros realiza una liberación de, aproximadamente, unos 200 ejemplares de focha moruna y cerceta pardilla.
Reserva Natural Concertada Dehesa de Abajo
La finca municipal “Dehesa de Abajo”, de 617 Ha, fue declarada Reserva Natural Concertada el 21 de marzo de 2000, incorporada en el Inventario de Zonas Húmedas de Andalucía el 5 de abril de 2004 e incluida en la Zona de Especial Conservación Doñana.
El territorio ejerce como ecotono entre el monte y la marisma, combinando monte mediterráneo de acebuches centenarios y encinas con una laguna artificial formada por el apresamiento del arroyo Majalberraque. La laguna, llamada de Rianzuela se forma por el aporte fluvial y de precipitaciones. Dependiendo del nivel de inundación y de la época del año, se concentran grandes poblaciones de anátidas, limícolas y otras aves acuáticas. Entre otras especies más comunes, se pueden detectar individuos de águila pescadora, ánade rabudo, ánade friso, cerceta carretona, ánsar común, malvasía cabeciblanca o focha moruna. Durante el verano, la laguna se seca permitiendo la desaparición de especies invasoras, como el pez gato.
El acebuchal maduro destaca por la presencia de la mayor colonia nidificante de Europa de Cigüeña Blanca, con sus grandes nidos en acebuches, encinas y eucaliptos, que junto con unas masas de pinos, constituyen áreas importantes para diversos mamíferos, como la jineta, el zorro, el meloncillo o el lince ibérico. Entre las lomas de acebuches se esconde la “Choza del Bala”, reconstrucción realizada por la Sociedad de Cazadores local de un antiguo chozo con techo de brezo.
La Reserva dispone de dos observatorios para el avistamiento de aves de la laguna, de varios senderos peatonales así como de Centro de Visitantes con diferentes servicios (restaurante, sala de exposiciones, aseos, cafetería y sala multiusos). Anualmente, organiza la “Feria Internacional de las Aves de Doñana” (Doñana Birdfair) además de cursos y talleres.
Zona de Especial Conservación Doñana Norte y Oeste (ES6150009)
Espacio Protegido declarado mediante el decreto 142/2016 como ZEC Doñana Norte y Oeste (ES6150009) y por tanto dentro de la Red Natura 2000, de 31000 hectáreas divididas en cuatro sectores. La Puebla del Río aporta más de 3000 has al sector denominado Pinares de La Puebla-Aznalcázar, predominantemente forestal. Además de estar declarado como Área Importante para las Aves (IBA) de las Marismas del Guadalquivir, actualmente este sector constituye el principal territorio de expansión y crecimiento de la población de lince ibérico Doñana-Aljarafe.
La masa de pinar acoge una de las colonias nidificantes de milano negro más numerosas de Europa.
Dentro del sector hay enclaves naturales destacables como la dehesa de Puñana, monte Martel o el arroyo Majalberraque, y elementos históricos-patrimoniales como el Castillo-Palacio Los Montes (con Bienes de Interés Cultural) o el poblado de Colinas, desde donde se inicia la transformación y colonización de las marismas del Guadalquivir.
Zona de Especial Conservación Bajo Guadalquivir (ES6150019)
Declarada mediante el Decreto 113/2015, de 17 de marzo, abarca el tramo bajo del río Guadalquivir, desde la presa en Alcalá del Río hasta su desembocadura en Sanlúcar de Barrameda por su importancia como ecosistema fluvial y su función de conectividad entre diferentes hábitats.
Otros Espacios

### Brazo de la Torre
Uno de los antiguos brazos en que se divide el Guadalquivir concreramente en Isla Mayor en su recorrido por las marismas que se caracteriza por su importancia biológica. La vegetación representativa de la zona se corresponde con la de las marismas y humedales, destacando las especies de la enea y el carrizo en los cauces, mientras que en las playas y orillas predominan las especies propias de suelos salinos de marismas como el almajo o la sosa.
También es importante destacar la avifauna existente, que alcanza su mayor valor por ser el Brazo de la Torre una zona de humedad inundada prácticamente todo el año lo que le permite ser válvula de escape a las aves del parque nacional Doñana cuando las condiciones hídricas de este son desfavorables, ofreciendo unas cualidades idóneas como zona de descanso en las migraciones, nidificación, e invernada para multitud de especies, muchas de ellas protegidas. Destacar el calamón (con una población que se puede considerar como la mayor de Europa)[cita requerida], el rascón, colonias reproductoras de garza imperial, garcilla cangrejera, garcetas, cigüeñas, etc.
La Isleta y Los Olivillos, son dos espacios separados entre sí unos 3 km, con una superficie aproximada de 539 ha y que resultan de las islas formadas por el río Guadalquivir y las cortas que se han ido realizando al mismo, concretamente las de "La Isleta y la de Los Olivos", lo que ha dado lugar a una zona húmeda de aguas tranquilas con una enorme variedad de gradientesde profundidad, dinámica y cobertura vegetal, constituyendo un espacio singular y en muchos aspectos único. Estas islas conservan importantes valores medioambientales y paisajísticos, caracterizados por se zonas húmedas y próximas al parque nacional Doñana. Entre las especies que han tomado dichas zonas como áreas de nidificación merece la pena destacar una colonia de ardeidas, garcetas, garcillas boyeras, martinetes, flamencos y avocetas.